# Midsund
Midsund is een voormalige gemeente in de Noorse provincie Møre og Romsdal. De gemeente omvat het eiland Otrøy en de kleinere eilanden Midøy, Druna en wat kleinere eilandjes (Magerøy en Tautra). De gemeente telde 2085 inwoners in januari 2017 De bevolking leeft voornamelijk van de visserij en veeteelt. In 2020 werd Midsund toegevoegd aan de gemeente Molde.

## Topografie
De eilanden worden van het vasteland gescheiden door de Moldefjord, die een kilometer of 3 breed is. Aan de noordkant ligt de zee, hoewel er nog een rij kleinere eilanden voor ligt die niet bij de gemeente horen: Harøy en Fjørtoft liggen ten noorden van de gemeente Midsund in de zee. Het grootste van de eilanden is Otrøy, dat een kilometer of 20 lang is. De zuidkant van Otrøy, Midøy en Druna wordt gevormd door kliffen, die over de 800 m hoog zijn. Bij Oppstad dreigt een berg instabiel te worden, verwacht wordt dat hij ooit in zal storten en daarbij een vloedgolf zal veroorzaken in de fjord. De noordkant van de eilanden is vlakker.
Op de zuidkant van Otrøy liggen van oost naar west Solholmen, Nord en Sør Heggdal, Oppstad en Klauset. Aan de noordkant van het eiland liggen de gehuchten Ræstad, Rakvåg, Tangen en Uglvik. Aan de baai die Otrøy van Midøy scheidt ligt Midsund, het grootste dorp in de gemeente. De drie grootste eilanden zijn met elkaar verbonden via bruggen. Veerboten verzorgen de verbinding met het vasteland, naar Molde (vanaf Solholmen) of Brattvåg (vanaf Druna). Het bergachtige binnenland van de grootste drie eilanden is niet in gebruik, maar langs de randen wordt veeteelt bedreven.

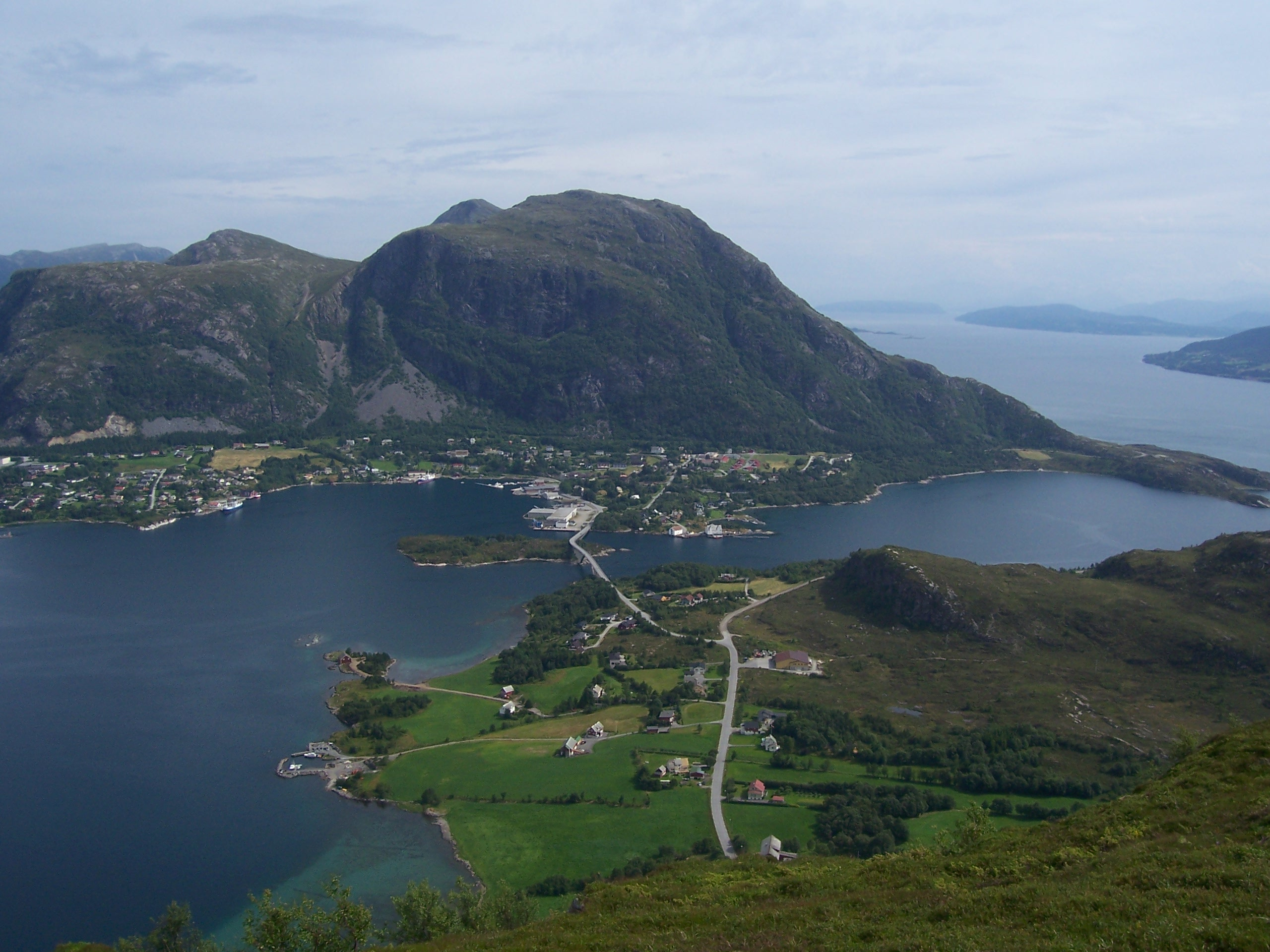
Het dorp Midsund en de brug tussen de eilanden Midøy en Otrøy, gezien vanaf Midøy.